# Beaufort megye (Dél-Karolina)
Beaufort megye az Amerikai Egyesült Államokban, azon belül Dél-Karolina államban található. Megyeszékhelye Beaufort, legnagyobb városa Hilton Head Island. Lakosainak száma 187 117 fő (2020. április 1.). Beaufort megye Colleton, Jasper és Hampton megyékkel határos.

## Népesség
A megye népességének változása:
| Lakosok száma | 162 963 | 164 217 | 168 016 | 171 838 | 179 589 | 187 117 |
|               | 2010    | 2011    | 2012    | 2013    | 2015    | 2020    |